# Караш
Караш (лат. Carassius carassius) је слатководна риба која живи углавном у мирним, јако затрављеним равничарским водама са муљевитим дном, док је релативно редак у рекама, припада породици шарана Cyprinidae.

## Опис и грађа
Караш води порекло из река које се уливају у Северно море, Балтичко море и Црно море, као и оне које се уливају у Атлантски океан, па све до реке Лене. Живи углавном у мирним, јако затрављеним равничарским водама са муљевитим дном, док је релативно редак у рекама. Његова изузетна издржљивост омогућава му да живи и у оним водама у којима друге рибе не могу. На пример, могуће га је наћи и у базенима који се у току зиме скоро потпуно леде, а у току лета због мале количине воде, постају изузетно топле скоро без имало кисеоника у води. У зависности од услова живота, караш има велику варијабилност грађе. Просечно порасте од 15 до 30 cm, а достиже и до 50 cm и тежину од 2,7 kg. У водама са мало хране као и у малим водама дешава се да се пренамноже па се ту могу наћи дугуљаста закржљала јата чији појединци тешко премашују 300 g. Ове карактеристике нису наследне и зависе само од услова. Када дођу боља времена, потомци закржљалих јединки постају брзорастући примерци округлог тела. У водама са доста хране, а посебно у онима у којим има доста грабљивица, могу се наћи огромни примерци караша, али су они изузетно ретки
Караш има нешто издуженије тело него златни караш. Леђа су тамносива, бокови сребрнасти, а понекад са зеленим или металним преливима, каткад и жутим. Пераја су жућкаста или сива. Уста мала без брчића. Заједничко им је високо, са страна спљоштено тело покривено крупним и чврсто усађеним крљуштима. Леђна пераја је веома дуге основе (14-21 жбица), а подрепна кратка (5-8). Прва жбица и једног и другог пераја је снажна и назубљена. Уста су терминална и без бркова, а ждрелни зуби су високи, спљоштени и једноредни. Боја тела и пераја им може значајно варирати па се ништа уопштено не може рећи.
У водама у Србији нарасте до 45 cm дужине и 1,5kg тежине.

## Навике, станиште, распрострањеност
Караш насељава тихе и топле низијске воде, мртваје, баре, рукавце, ритове, језера обрасла воденим биљем, канале, акумулације и уопште воде са муљевитим и глиновитим дном. Највише му одговарају услови у којима живи шаран. Доста добро подноси недостатак кисеоника у води.
Караш живи на дну где се и храни ситним животињама и деловима биљака. У току лета се храни интензивније, док зими потпуно престаје са узимањем хране. У водама које се зими потпуно леде, преживљава захваљујући својој телесној излучевини која се не леди, а обезбеђује влажност коже.

## Размножавање
Пари се у мају и јуну, а женка положи око 300.000 комада јајашаца на подводном биљу.